# Црква Свете Петке у Малом Суводолу
Црква Свете Петке у Малом Суводолу, насељеном месту на територији града Пирота, православни је храм који припада Епархији нишкој Српске православне цркве.
Црква посвећена Светој Петки освећена је 1914. године, подигнута као једнобродна базилика саграђена од камена.
По предању обновио ју је Грк Риста коме се свидео Суводол, те се касније преселио и почео да живи у њему. Изнад западних улазних врата у храм стоји натпис: У славу Свете Једносушне, Животворне и Нераздељиве Тројице подигоше и украсише овај свети храм преподобне матере Параскеве сељани села М. Суводола, а за време Њ.В. краља Петра Карађорђевића и преосвештеног епископа нишког г. Доситеја 1914. године.